# Verrières-en-Anjou
Verrières-en-Anjou is een gemeente in het Franse departement Maine-et-Loire (regio Pays de la Loire). De plaats maakte deel uit van het arrondissement Angers. Verrières-en-Anjou is op 1 januari 2016 ontstaan door de fusie van de gemeenten Pellouailles-les-Vignes en Saint-Sylvain-d'Anjou. De gemeente telde 7.946 inwoners op 1 januari 2022.

## Geografie
De oppervlakte van Verrières-en-Anjou bedroeg op 1 januari 2022 24,83 vierkante kilometer; de bevolkingsdichtheid was toen 320 inwoners per km².

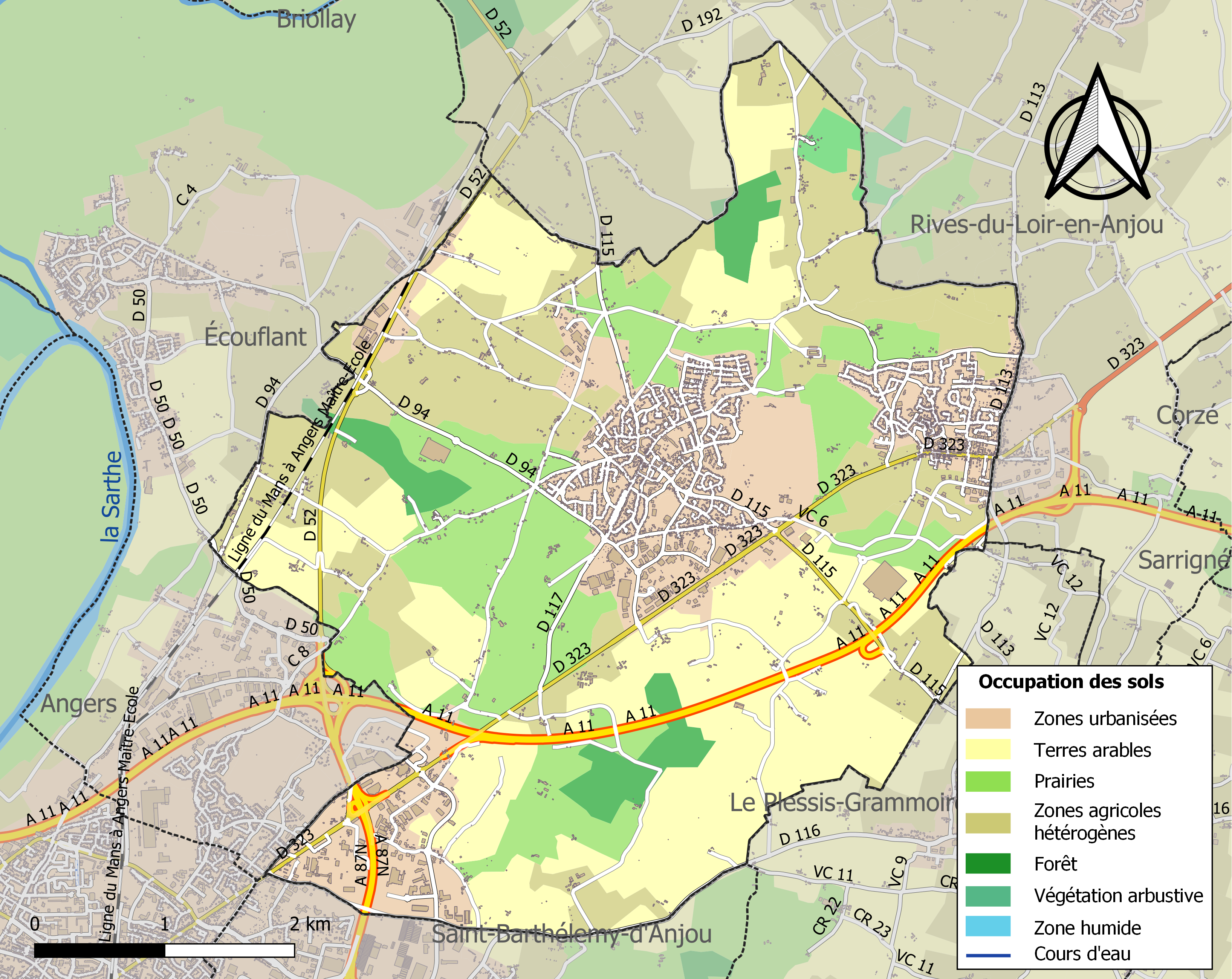
Kaart van de gemeente met de belangrijkste infrastructuur, bodemgebruik en omliggende gemeenten